# Conón (mitógrafo)
Conón (Κόνωνος) fue un mitógrafo y narrador griego del siglo I a. C.
Fue maestro o bibliotecario de la corte de Arquelao Ktistes, contemporáneo del historiador Nicolás de Damasco. Escribió una serie de cincuenta Διηγήσεις o Narraciones de tema preferentemente mitológico, pero muy variadas y originales, incluyendo también incluso algunas fábulas milesias[cita requerida]. La colección estaba dedicada a Arquelao Filópator, rey de Capadocia, y se puede fechar entre el 36 y el 17 a. C. Se conservan gracias al resumen de ellas transmitido en la Bibliotheca de epítomes escrita por el patriarca Focio.
Dion Crisóstomo hace mención de un retórico llamado Conón que posiblemente sea el mismo.
El escritor de la Ilustración española Cándido María Trigueros tradujo al español en 1768 las historias de Conón, versión que permanece inédita. U. Höfer hizo una edición y estudio clásicos del tema en Konon. Text und Quellenunterschung, Greifswald, 1890; la más reciente es la de M. K. Brown: The Narratives of Konon. Text, Translation and Commentary on the Diegeseis, en Beiträge zur Altertumskunde (Contribuciones a los estudios clásicos), 163, München-Leipzig, K. G. Saur, 2002. 